# Erdúlfo de Dunwich
Erdúlfo (em latim: Erdulfus; em inglês antigo: Eardwulf) ou Herdúlfo (Herdulfus) foi bispo de Dunwich de 731/747 até 747/775. Em 747, participou no Concílio de Clovecho presidido pelo arcebispo Cuteberto da Cantuária.